# 헤일스톰
헤일스톰(Halestorm)은 미국의 록 밴드이다.

## 음반 목록

### 정규
- 《Halestorm》 (2009)
- 《The Strange Case Of...》 (2012)
- 《Into the Wild Life》 (2015)
- 《Vicious》 (2018)
- 《Back from the Dead》 (2022)